# 1167
1167 (MCLXVII) je bilo navadno leto, ki se je po julijanskem koledarju začelo na nedeljo.

## Dogodki

### Četrta italijanska odprava 1166-67
- Rimsko-nemški cesar Friderik I. nadaljuje z osvajanjem Italije. ↓
- maj → Prvi cilj je mesto Ancona, ki je pod bizantinsko zasedbo. Mesto prične oblegati, proti Rimu pa pošlje manjši oddelek, ki ga vodi kölnski nadškof Rejnald iz Dassla. Ta se nastani v zavezniškem mestu Tusculum. ↓
- → Rimljani organizirajo armado več kot 10.000 mož, največjo po padcu Rimskega imperija. Ob novici, da je v bližini Rima zgolj majhen del cesarske vojske, se odpravijo Rejnaldu nasproti in začno oblegati Tusculum. ↓
- 28. maj → Barbarossa pošlje na pomoč zgolj okoli 1000 mož, ki jih vodi mainški nadškof Kristjan iz Bucha. Ta Rimljanom ponudi pogajanja, vendar ga zaradi maloštevilnosti zavrnejo. ↓

- 29. maj → Bitka pri Tuskulumu: maloštevilna, a bolje opremljena, izurjena in disciplinirana cesarska vojska, ki jo vodita nadškofa Kristjan iz Bucha in Rejnald iz Dassla, hudo porazi mnogo številčnejšo armado Rimske komune, ki jo tvori pretežno lahkooborožena pehota. Le tretjina rimske armade ubeži pokolu ali ujetništvu.
- Med bližanjem Barbarosse proti Rimu pobegne papež Aleksander III. v Benveneto, papeško enklavo sredi normanskega ozemlja.↓
- → Že drugo kronanje Friderika I. Barbarosse za rimsko-nemškega cesarja. Hkrati je za cesarico kronana njegova soproga Beatrika Burgundska. Kronanje opravi protipapež Pashal III.
- avgust - Velike uspehe četrte italijanske odprave prekine nenaden izbruh malarije. Bolezen pogubi ključne cesarju zveste visoke plemiče: Rejnalda iz Dassla, vojvodo Henrika II. Limburškega, vojvodo Depolda I. Jemniškega, vojvodo Friderika IV. Švabskega, grofa Vernerja II. Habsburškega in markiza Velfa VII., ki je bil ključni zaveznik iz sicer rivalske hiše Welf.↓
- → avgust, september - Zaradi malarije umrli vodilni plemiči četrte italijanske odprave cesarja Friderika Barbarosse in njihovi nasledniki:
  - Kölnskega nadškofa, kneza elektorja in kanclerja Italije Rejnalda iz Dassla nasledi Filip Heinsberški.
  - Spodnjelotarinškega vojvodo Limburga Henrika II. nasledi sin Henrik III..
  - Vojvodo Jemnic in drugega sina češkega kralja Depolda I. nasledi sin Depold II.
  - Švabskega vojvodo in Barbarossinega bratranca Friderika IV. nasledi Barbarossin najstarejši sin Friderik.
  - Habsburškega grofa Wernerja II. nasledi Albert III.
  - Po smrti Velfa VII. sta Toskanska marka in Vojvodina Spoleto vrnjeni očetu Velfu VI.
- Barbarossa se je primoran z zdravim ostankom cesarske vojske vrniti nazaj v Nemčijo, kjer se za šest let odpove nadaljnjim ambicijam po Italiji.
- 1. december - Lombardska mesta, ki se želijo znebiti cesarske nadoblasti, osnujejo v mestu Pontida Lombardsko ligo. Konfederaciji se pridružijo mesta Milano, Pavia, Cremona, Benetke, Padova, Piacenza, Ferrara, Bergamo, Brescia, Lodi, Bologna, Mantova, Verona, Treviso, pokrajini Vicenza in Modena ter ostale manjše komune/mesta.

### Invazija na Egipt
- Jeruzalemski kralj Amalrik I. in fatimidski regent Šhavar združita vojaške moči proti Nur ad-Dinovi egiptovski vojaški ekspediciji, ki jo vodita sirski general Širkuh in njegov nečak-svetovalec Saladin.
- 18. marec - Bitka pri al-Babeinu: pred Kairo prispeta skoraj obe vojski istočasno in se po maneverskih preigravanjih spopadeta na nasprotnem bregu Nila pri piramidah blizu Gize. Rezultat je krvav za obe strani, a neodločen.
- avgust - Sirci in križarji, oboji s premajhnimi silami za odločilen spopad, se po še nekaj praskah dogovorijo, da bodo oboji hkrati zapustili Egipt. Amalrik izpogaja, da Šhavar ostane na oblasti. 1168 ↔

### Ostali dogodki
- 3. april - Umrlega krškega škofa Romana I. nasledi Henrik I.
- 12. april - Knut Eriksson, sin umorjenega švedskega svetniškega kralja Erika IX. se po desetih letih izgnanstva vrne domov in umori aktualnega kralja Karla VII., nakar se mora spopasti še s sinovoma pred-predzadnjega kralja Sverkerja I.
- 8. julij - Bitka pri Zemunu: odločujoča zmaga Bizantincev proti Madžarom, ki priznajo bizantincem oblast južno od Krke.
- Saksonski krščanski misijonarji spravijo skupaj saksonskega vojvodo Henrik Lev in obotritskega vladarja Pribislava, ki sta bila pred tem smrtna sovražnika. Henrik Lev je nujno potreboval zaveznike v boju z upornim saksonskim plemstvom. Cerkev Pribislavu, potem ko sprejme krščanstvo, podeli naslov kneza Mecklenburga.
- Umrlega kijevskega velikega kneza Rostislav I. nasledi Mstislav II.
- Kratka vojna med angleškim kraljem Henrikom II. in francoskim kraljem Ludvikom VII.. Povod je bil nesmiseln spor okoli pobiranja dajatev za križarske države v Levantu. Ko Henrik Ludviku požge glavni arzenal, je vojne konec.↓
- → Henrik II. prepove angleškim študentom študij v Parizu.
- Irski kralj Leinsterja Diarmait Mac Murchada izgubi boj (in kraljestvo) proti novemu irskemu nadkralju Roryu O'Connorju. Za pomoč naprosi angleškega kralja Henrika II. 1169 ↔
- Francoski učenjak Peter Bloiški postane tutor mladoletnemu sicilskemu kralju Vilijemu II.
- Sicilska regentinja Margareta Navarska investira sorodnika Štefana iz Percheja za nadškofa Palerma. Poteza zbudi hud odpor domačega plemstva in uradništva.↓
- → Zadeva se konča z zaroto proti regentinji Margareti, ki jo vodi Margaretin brat Henrik Navarski. Zarota je razkrita in Henrik aretiran. 1168 ↔
- Rekonkvista: zaradi pustolovščin portugalskega vojskovodje Geralda Neustrašnega se proti Portugalcem oblikuje zavezništvo med leonskim kraljem Ferdinandom II. in almohadskim kalifom Jusufom. 1169 →
- Jeruzalem: učenjak in zgodovinar Vilijem iz Tira postane naddiakon Tira. Hkrati mu jeruzalemski kralj Amalrik I. da nalogo, da napiše zgodovino križarskega Levanta.
- Japonska: samuraj Kijomori Taira postane glavni minister v službi cesarja Rokudža. Dejanski nadzor nad dvorom in mladoletnim cesarjem ima sicer bivši cesar Go-Širakava.

## Rojstva
- februar - Friderik VI., švabski vojvoda, križar († 1191)
- Sverker II., švedski kralj († 1210)

## Smrti
- 12. januar - Elred iz Reivaulxa, angleški opat, pridigar, mistik (* 1110)
- 27. februar - Robert iz Meluna, angleški škof in teolog (* 1100)
- 3. april - Roman I., krški škof (* 1100)
- 12. april - Karel VII., švedski kralj (* 1130)
- 14. avgust - Rejnald iz Dassla, kölnski nadškof, kancler Italije (* 1120)
- 19. avgust:
  - Henrik II., vojvoda Limburga (* 1111)
  - Depold I., češki vojvoda Jemnic
  - Friderik IV., švabski vojvoda (* 1144)
  - Werner II. Habsburški, grof
- 10. september - Matilda Angleška, rimsko-nemška cesarica, hči Henrika I. Angleškega (* 1102)
- 11. september - Velf VII., toskanski markiz (* 1135)
- Abraham Ibn Ezra, španski judovski pesnik in učenjak (* 1089)
- Martin Gosia, italijanski pravnik, gibelin
- Rostislav I., kijevski veliki knez (* 1110)